# Paragorgia
Paragorgia Milne Edwards, 1857 è un genere di gorgonie della famiglia Paragorgiidae.

## Tassonomia
Il genere comprende le seguenti specie:
- Paragorgia alisonae Sánchez, 2005
- Paragorgia aotearoa Sánchez, 2005
- Paragorgia arborea (Linnaeus, 1758)
- Paragorgia coralloides Bayer, 1993
- Paragorgia jamesi Herrera & Shank, 2016
- Paragorgia johnsoni Gray, 1862
- Paragorgia kaupeka Sánchez, 2005
- Paragorgia maunga Sánchez, 2005
- Paragorgia pacifica Verrill, 1922
- Paragorgia regalis Nutting, 1912
- Paragorgia sibogae Bayer, 1993
- Paragorgia splendens Thomson & Henderson, 1906
- Paragorgia stephencairnsi Sánchez, 2005
- Paragorgia tapachtli Sánchez, 2005
- Paragorgia wahine Sánchez, 2005
- Paragorgia whero Sánchez, 2005
- Paragorgia yutlinux Sánchez, 2005